# Banksula melones
Espèce
Statut de conservation UICN

  VUA2c : Vulnérable
Banksula melones est une espèce d'opilions laniatores de la famille des Phalangodidae.

## Distribution
Cette espèce est endémique de Californie aux États-Unis. Elle se rencontre dans les comtés de Tuolumne et de Calaveras vers Columbia dans des grottes.

## Habitat
Cet opilion est cavernicole. Il se rencontre dans des grottes de la Sierra Nevada.

## Description
Le mâle holotype mesure 2,22 mm.

## Publication originale
- Briggs, 1974 : « Phalangodidae from caves in the Sierra Nevada (California) with a redescription of the type genus (Opiliones: Phalangodidae). » Occasional Papers of the California Academy of Sciences, vol. 108, p. 1-15.